# August Wilhelm af Preussen (1722-1758)
 Der er flere personer med dette navn, se August Wilhelm af Preussen.
Prins August Wilhelm af Preussen (9. august 1722 – 12. juni 1758) var en tysk prins og preussisk general.
Han var en yngre søn af Kong Frederik Vilhelm 1. og Dronning Sophie Dorothea af Preussen, og han var dermed lillebror til Kong Frederik den Store af Preussen. Han var desuden far til Kong Frederik Vilhelm 2. af Preussen.